# Mistrz Ołtarza z Krainburga
Mistrz Ołtarza z Krainburga – anonimowy malarz austriacki aktywny w latach 1490–1520 w Styrii.
Swój przydomek otrzymał od dwóch skrzydeł ołtarzowych wykonanych dla kościoła parafialnego w słowackim mieście Kranj, w pobliżu Karawanki w 1510 roku. W sposobie ukazania scen z życia lokalnych świętych Cantiusa, Cantianusa i Cantianillana na skrzydłach ołtarza można dostrzec wpływy malarstwa niderlandzkiego i szkoły dolnoreńskiej. Pod względem kolorystycznym nawiązywał do stylu Mistrza Virgo inter Virgines a jego postacie przypominają te przedstawione przez Mistrza Ołtarza św Bartłomieja.